# Ian Goodwin
Ian David Goodwin (sinh ngày 14 tháng 11 năm 1950) là một cựu cầu thủ bóng đá người Anh có 60 lần ra sân tại Football League thi đấu ở vị trí trung vệ cho Coventry City và Brighton & Hove Albion. Ông đầu quân cho Oldham Athletic nhưng không thi đấu ở giải vô địch, và tiếp tục thi đấu cho Southern League club Nuneaton Borough. Sau đó ông dẫn dắt Nuneaton Borough và làm việc bán hàng và quản lý trong nhà máy sản xuất motor.